# چشم‌سفید نوک‌دراز
چشم‌سفید نوک‌دراز (نام علمی: Rukia longirostra) نام گونه‌ای از تیره چشم‌سفید است.